# Боулдер (Юта)
Боулдер (англ. Boulder) — місто (англ. town) в США, в окрузі Гарфілд штату Юта. Населення — 227 осіб (2020).

## Географія
Боулдер розташований за координатами 37°55′22″ пн. ш. 111°25′55″ зх. д. / 37.92278° пн. ш. 111.43194° зх. д. (37.922794, -111.431838). За даними Бюро перепису населення США в 2010 році місто мало площу 54,19 км², уся площа — суходіл.

## Демографія
Згідно з переписом 2010 року, у місті мешкало 226 осіб у 99 домогосподарствах у складі 57 родин. Густота населення становила 4 особи/км². Було 165 помешкань (3/км²).
Расовий склад населення:
| - 97,3 % — білих - 0,9 % — азіатів - 0,4 % — корінних американців |

До двох чи більше рас належало 0,4 %. Частка іспаномовних становила 6,6 % від усіх жителів.
За віковим діапазоном населення розподілялося таким чином: 19,5 % — особи молодші 18 років, 67,7 % — особи у віці 18—64 років, 12,8 % — особи у віці 65 років та старші. Медіана віку мешканця становила 45,0 року. На 100 осіб жіночої статі у місті припадало 115,2 чоловіків; на 100 жінок у віці від 18 років та старших — 122,0 чоловіків також старших 18 років.
Середній дохід на одне домашнє господарство становив 53 130 доларів США (медіана — 40 625), а середній дохід на одну сім'ю — 59 554 долари (медіана — 44 583). Медіана доходів становила 42 083 долари для чоловіків та 31 250 доларів для жінок. За межею бідності перебувало 22,3 % осіб, у тому числі 0,0 % дітей у віці до 18 років та 0,0 % осіб у віці 65 років та старших.
Цивільне працевлаштоване населення становило 74 особи. Основні галузі зайнятості: мистецтво, розваги та відпочинок — 51,4 %, сільське господарство, лісництво, риболовля — 9,5 %, роздрібна торгівля — 8,1 %, транспорт — 6,8 %.